# شینرون
شینرون (新論) کتابی از آیزاوا سیشیسای است که در سال ۱۸۲۵ منتشر شد. او در این کتاب در مورد مفهوم جوهر ملی یا «کوکوتای» که توسط الهه آماتراسو به مردم ژاپن منتقل شده، بحث می‌کند. این کتاب موعظه احترام به امپراتور و دفاع ملی است. برای ارائه آن به توکوگاوا نارینوبو، ارباب قلمروی میتو نوشته شده‌است. با این حال، به دلیل محتوای آن، انتشار آن ممنوع شد، اما به‌طور مخفیانه توسط شاگردان کپی شد و به‌طور ناشناس منتشر شد و به‌طور رسمی در سال ۱۸۵۷ توسط ادو گیوکوزاندو منتشر شد.
از دو جلد تشکیل شده‌است که جلد اول نظریه «کوکوتای» (اول، دوم و سوم) و وضعیت و اسارت و جلد دوم حاوی دو نظریه حفاظت و دراز مدت است. در مجموع ۵ نظریه و ۷ فصل دارد.
در پس زمینه نگارش این کتاب، احساس بحرانی در مورد حمله کشورهای غربی مانند انگلستان به آسیا وجود داشت و آیزاوا سیشیسای برای مقابله با آن، سیاست ملی را به عنوان ایده اتحاد افکار مردم مطرح کرد. او همچنین موعظه کرد که وفاداری به امپراتور منجر به عمل تقوای فرزندی (فضیلت احترام به والدین، بزرگان، و اجداد) می‌شود و با برگزاری دایجوسای در زمان به تخت نشستن امپراتور می‌توان قلب و ذهن مردم را متحد کرد.